# ゲーム天国
『ゲーム天国』（ゲームてんごく）は、ジャレコより発売された業務用及び家庭用の縦スクロールタイプシューティングゲーム、およびシリーズ名。ジャレコが過去に発売したゲームのキャラクターが登場するセルフパロディーの内容で、パッケージなどには「超ハイパーおちゃらけシューティング」と書かれている。
家庭用版では、キャラクターデザインを漫画家のそうま竜也が担当している。

## シリーズ作品

### アーケード版
アーケード版は1995年11月に稼動開始。ゲームには複数のステージを連続的にプレイするノーマルモードと一定時間内の得点を競うタイムアタックモードがある。ゲームは毎プレイごとに左右二つのキャラクターオプションが登場する。8方向ジョイスティックで自機の移動を行い、ショットボタンで通常攻撃、ボンバーボタンでボンバー攻撃を行う。ショットボタンは押しっぱなしにすることでエネルギーを溜め、離すと強力な攻撃をすることが可能である。選んだ主人公によって攻撃の特性が大きく異なるため、キャラクターごとに難易度は大きく変化する。

#### ストーリー
世界征服をたくらむマッドサイエンティストであるジーニアス山田は、まず手始めにコンピュータゲームの世界を征服しようと、東京都世田谷区上用賀のゲームセンター「You&Me上用賀店」に設置されたゲーム機をのっとった。
ゲーセン店員の伊藤由紀は、この事態を開店時間までに解決するべく、手持ちの中古ゲーム基板を無理やり繋いで、ゲームの主人公たちに討伐を依頼した。

#### ステージ構成
ゲーセンワールドゲームセンターをモチーフにしたステージ。灰皿やゲーム機、両替機などが襲ってくる。
クレーンワールドクレーンゲームをモチーフとしたステージ。ぬいぐるみやデフォルメマスコットなどが襲ってくる。
シューティングワールドシューティングゲームをモチーフとしたステージ。宇宙空間を背景に、宇宙船やロボットなどが襲ってくる。
ドライビングワールド大型筐体ゲームをモチーフにしたステージ。前半はサーキット、後半は空の上を舞台にし、レースカーや戦闘機、体感ゲーム筐体などが襲ってくる。
レトロワールド8ビット時代のレトロゲームをモチーフとしたステージ。レトロ風味のドット絵キャラクターが襲ってくる。
ポリゴンワールド3DCGとコンピュータ内部をモチーフにしたステージ。ワイヤーフレームやポリゴンで作られたキャラクターが襲ってくる。

### セガサターン版
セガサターン版は1997年6月6日に発売された。オリジナルアニメと声優インタビューが収録された特典ビデオが同梱された極楽パックがある。連射ボタンや被弾しそうになると自動的にボンバーを使用するオートボンバー機能が追加されている。また業務用の移植版の他にアレンジモードがあり、新規キャラクターとステージが追加され、ステージとステージの間にデフォルメキャラクターによる寸劇が展開する構成になっている。以降、このキャラクターを前面に押し出したセガサターン版スタイルがゲーム天国のシリーズスタイルになった。また、本作から『フィールドコンバット』のUFO型移動トーチカ「ジェネシス3」がプレイヤー自機に追加されたほか、アーケード版とはエンディング演出が大きく違っている。

#### セガサターン版追加ステージ
カラオケワールドカラオケボックスをモチーフにした、サターン版のみのオリジナルステージ。カラオケで歌われた歌詞が、そのまま実体化して攻撃をかけてくる。
家庭用ワールド家庭用ゲームをモチーフとした、サターン版オリジナルのステージ。各種家庭用ゲーム機やドラゴンクエストシリーズ風のキャラクターなどが襲ってくる。
？？？アーケード版最終ステージのポリゴンワールドをクリアすると出てくるサターン版最終ステージ。暴走した無限増殖型の山田ウィルス失敗作を止める。

#### テーマ曲
オープニング「天使の羽根で」
作詞：石嶋由美子 作曲：生方則孝 歌：かないみか
挿入歌「ラブリースター」
作詞：石嶋由美子 作・編曲：生方則孝 歌：高橋美紀、こおろぎさとみ
エンディング「カラ元気じゃないよ」
作詞：石嶋由美子 作・編曲：生方則孝 歌：西原久美子、かないみか

### フィーチャーフォン版
フィーチャーフォン向けとしてiアプリ版が2007年11月22日に発売された。セガサターン版をベースにしている。移植に際し、シューティングワールド、ドライビングワールド、ポリゴンワールドの3ステージが削除され、また家庭用ワールドの前半部もカットされている。その他、セガサターン版に登場した一部の敵キャラクターが登場しない、ボスの攻撃パターンが異なる箇所があるなどの違いがある。
ジー・モードがフィーチャーフォン用ゲームを復刻するシリーズ「G-MODEアーカイブス+」のソフトとしてNintendo Switch版が2023年6月15日に発売された。

### GUNばれ!ゲーム天国
『GUNばれ!ゲーム天国』は、プレイステーション用のシューティングゲーム。1998年3月19日発売。二人同時プレイをする場合は一人が自機を操作しもう一人はガンバレット用のガンコントローラーで援護射撃をするという、特異なプレイスタイルを持つところからこのタイトルが付いた。なお、ガンコントローラーを持っていない場合でも、2P側にデュアルショック等のコントローラーを接続すれば、画面に表示される照準を操作して援護射撃をすることが可能。左右のオプションが廃止され対空・対地の仕様に変更しターゲットスクエアが敵に触れるとロックオンとなりホーミングの対地兵器を打ち込む、特殊新規キャラクターが追加されステージ内容も全編CGに変更される等業務用やセガサターン版から大きく変化している。ステージ間にはオリジナルのラジオ番組が流れ、各ステージで稼いだ得点と交換してムービーなどを獲得するシステムに変わった。

#### ストーリー
前回同様、悪の天才科学者ジーニアス山田が世界征服の為に「You&Me上用賀店」に現れゲーム世界を乗っ取って大暴れするが、事態を予測していたゲーセン店員の伊藤由紀が用意しておいたプログラムが始動し、ジャレコのキャラクター達がジーニアス山田の野望を打ち砕く為に勢ぞろいする。しかし手違いで由紀自身も自分が作ったゲーム世界へと巻き込まれてしまう。

#### ステージ構成
ゲーセンワールドゲームセンターをモチーフにしたステージ。灰皿やゲーム機、両替機などが襲ってくる。
家庭用ワールド家庭用ゲームをモチーフとしたステージ。山田の自室からスタートし、各種家庭用ゲーム機や大戦略風の兵器が襲ってくる。後半はビジュアルノベルゲーム風ステージ。
シューティングワールドシューティングゲームをモチーフとしたステージ。宇宙空間を背景に、宇宙船やロボットなどが襲ってくる。
ドライビングワールドレーシングゲームをモチーフにしたステージ。バードビューのサーキットでレースカーや障害物などが襲ってくる。ボス戦は上空でのドッグファイト。
ギャルゲーワールド美少女ゲームをモチーフにしたステージ。女子高生の制服や巨大な美少女型生物兵器が襲ってくる。
コンピューターワールドパソコンをモチーフとしたステージ。基板やフォルダなどのキャラクターが襲ってくる。

#### テーマ曲
オープニング「to Your Dream」
作詞：ANIE 作曲：荒川憲一 歌：西原久美子、かないみか、高橋美紀、こおろぎさとみ
エンディング「Memorial Day」
作詞：ANIE 作曲：荒川憲一 歌：かないみか
挿入歌「わしが青春のムテキウイング」
作詞：寺西慶祐 作曲：八尋健生 歌：宮内タカユキ
挿入歌「e-thai-hau-die!!」
作詞：ANIE 作曲：荒川憲一 歌：高橋美紀、こおろぎさとみ

### ゲーム天国 CruisinMix
2017年11月30日に角川ゲームスより発売されたPlayStation 4およびWindows（Steam）向けソフト。セガサターン版をほぼ忠実に再現（ボタン表記などの表示変更はあり）しつつ追加要素を加えた移植版。企画制作はキャラアニと、ジャレコより権利を継承したシティコネクション。サブタイトル「Cruisin」は『シティコネクション』の日本国外版タイトルが由来となっている。
PlayStation 4版のパッケージ版にはセガサターン限定盤同梱OVAを収録したDVDが付属する。セガサターン版の移植である「クラシックモード」に加えてオンラインランキングや縦画面の「アーケードモード＋」、ジャレコのゲーム『シティコネクション』の主人公がモチーフの新キャラクター「クラリス（真）」がダウンロードコンテンツとして追加されており、パッケージ版にダウンロード用のプロダクドコードが同梱されている。「クラリス（真）」はPS版『GUNばれ!』に登場していた金髪の怪しい外国人少女ではなく、原作のシティコネクションのイメージに沿った青髪の少女である。DL版などでは後に無料DLCとして追加されている。
その後、有料DLCとして『燃えろ!!プロ野球』をモチーフとしたキャラクター、「番刀 炎（ばんとう ほむら）」が追加されている。
これらの追加キャラクターは「アーケードモード＋」でのみ使用可能で、追加ボイスや家庭用オリジナルステージのある「クラシックモード」では使用できない。
「アーケードモード＋」はノーマルモード、タイムアタック共にオンラインランキング対応。ランキングに参加する時は残機、難易度、オートボンバー、撃ち返しなどのオプション設定は初期設定に固定される。それとは別にオフラインのランキングも記録される。また、ノーマルモードの特定のステージだけをプレイする事も可能。
パッケージデザイン担当はA-10。本作から追加になっているトップメニュー画面に表示される伊藤由紀のデザインもA-10が担当している。

### ゲーム天国 CruisinMix Special
『ゲーム天国 CruisinMix』に以下の要素を追加したバージョン。Windows版とPlayStation 4版が2018年11月29日に、Nintendo Switch版が2019年12月19日に発売された。発売元は、Windows版はデジカ、PlayStation 4版は角川ゲームス、Nintendo Switch版はシティコネクションが担当している。
トロフィーや購入したDLCを共有しており、『CruisinMix Special』で「クラリス（真）」や「番刀 炎」を購入すると『CruisinMix』でも購入済みになるにもかかわらず、前作『CruisinMix』からのタイトルアップデートや有料DLCといった扱いではなく、ゲーム本編は前作を持っていても新たに購入し直す必要がある。PS4のDL版は『CruisinMix Special』発売後も、追加要素のない無印『CruisinMix』が別タイトルとして販売を継続している。
前作『CruisinMix』との差異は以下の通り。
- DLCだった自機&キャラ「クラリス（真）」をデフォルトキャラとして使用可能。ただし、ゲーム内では前作同様にDLC扱いとなっているため、「アーケードモード＋」でのみ使用可能で、ストーリーやトロフィー等とは無関係となっている。また、クラリスボンバーの絵柄が2枚追加された。
- パッケージ版の限定生産品「極楽BOX」には「番刀 炎」および東亜プランのゲーム『TATSUJIN』の自機が使用可能になるダウンロードコードが同梱[8]。最初から価格に内包されているので形としては追加課金無しで使用可能となる。通常版やDL版には付かず、有料DLCとなっている。なお、『TATSUJIN』の自機は『Special』でのみ使用可能。また、『極楽BOX』にも前作『CruisinMix』限定版に付属していたサターン版OVAを収録したディスクや、ドラマCDなどの特典も全て付属。なお、Nintendo Switch版はパッケージ版が存在せずダウンロード版のみで、「番刀 炎」と『TATSUJIN』の自機は最初から使用できる。
- 各自機用のアレンジBGMが追加され、「アーケードモード＋」のタイムアタックモードで使用可能。また、無印版の特典だった未使用ボイスに切り替えることもできる。

## シリーズの登場人物

### 主役・ボスキャラ
伊藤由紀
声 - 西原久美子
本作の主人公。ゲームステージ「ユーアンドミー上用賀店」のアルバイト店員（時給800円）。アーケードゲームオタクで、自慢の中古基板コレクションを武器にジーニアス山田に立ち向かう。プレイ中にはゲームの種類選択やハイスコアネーム登録のナビゲーションなども行う。おしゃべりが好きですぐパニックになる19歳。サターン版ではゲーセンの制服姿だが、『GUNばれ!ゲーム天国』では赤いバニースーツ姿で登場している。このバニースーツについてはゲームでは省略され説明されていないが、コミックス版でその理由が言及されている。
ジーニアス山田
声 - 千葉繁
本作のボスキャラ。裸に白衣だけという異様な姿で、世界征服を企む自称超天才科学者。オタク娘の伊藤由紀を脳改造して自らの僕とすることに執着しており、全世界のコンピュータを支配することで己の野望を実現しようとしている。また、かなりの大男であり直立するとゲーセンの天井に頭がつっかえるほど背が高い。ゲーム世界を征服するのは大好きな全てのゲームで自分が主役になる為、そしてゲームを通して子供達を洗脳する為である。拉致や脳改造や世界征服など常軌を逸した悪行を平然と行う反面、部下が勝手にさらってきてしまったみさとの面倒を看たり、倒れてしまった娘の看病をしたり、野望を邪魔した由紀の壊れてしまったゲームのバックアップを見返り無しでプレゼントしたりと、野望達成の為以外の部分では妙な優しさがある。

### 自機・自機に乗るキャラ
ジェイナス=スターマイン
声 - 関智一
『エクセリオン』に登場する、「ファイターEX」のパイロットであり、ゾルニ軍から惑星エクセリオンを救った「光速の貴公子」と呼ばれる英雄。逆立った金髪の長身二枚目と見た目は格好良いが、重度のロリコンという致命的欠点がある27歳。性格は熱血漢で単純かつナルシスト。自機のファイターEXの通常攻撃は連射能力が高く高火力だが、直線的で攻撃可能範囲は狭い。オプションは単発で前方に飛ぶビーム砲。ボムは画面中央に炸裂するエネルギー爆弾エナジーバスター。チャージショットは機体を中心に縦一直線に画面を縦断して広がる貫通極太レーザーのライトニングブレード。距離を取りながら高火力で攻撃できるもっともオーソドックスなシューティング自機。ファイターEXを自分の趣味で改造しまくったせいで2000年ローンを軍から請求されている。コミックス版ではとっくにローンが払いきれるほど稼いでいるが、稼ぎを戦争孤児への寄付に充てている為にローンが払い終わっていない他、戦争孤児の幼女を集めて自分のハーレム惑星を作っている事が明かされている。数年前は性格も含めて常識的な軍人だった。
セリア
声 - かないみか
『プラスアルファ』に登場する、「プーペラ」のパイロット。紫髪のポニーテールの19歳。本作登場人物の中ではもっとも常識的な考え方をする人物。しかし自分の言動にまったく疑問をいだかないその自信に満ちすぎた発言の数々によりプレイヤーチームからは“影の支配者”と恐れられており、歯に衣を着せないストレートな物言いが多い。自機のプーペラは通常攻撃が前方に幅広く広がるため、接近すれば高火力、離れれば広範囲攻撃が可能と使い勝手が良く初心者向け。オプションは左右それぞれの配置方向に飛ぶショット。ボムは大型ミサイル三発を同時発射するトリプルハイパー。チャージショットは前方三方向に強力な連発ショットを放つラピッドファイヤー。尚、本作ではプーペラ以外の形態に変形はできない。ジェイナスに対して好意を寄せており、コミックス版では数年前は御淑やかなお嬢様だったが、戦いに巻き込みたくなかったジェイナスに置いていかれた為、今のような強気な戦う女の子になった事が明かされた。
Z-DYNE Mk-II
声 - 業務用：千葉繁、家庭用：置鮎龍太郎
ゼットダインマークツー。『フォーメーションZ』に登場する、可変戦闘機「イクスペル」の後継機。高性能AIを搭載した、生真面目な自立型の可変巨大ロボット。AIのおかげで流暢に喋ることができ、周囲の物事にも関心を示す。セガサターン版のインターミッションでは、モモコのせいで一時的に棒読みのオカマ喋りになってしまうというエピソードがある。通常攻撃はオートロックレーザーで、速射能力・追尾性能ともに良好であるが威力が低い。チャージショットは高威力追尾ビームのホーミングブラスター。ボムは画面中央で炸裂し敵を巻き込む超重力爆弾ゼットグラビトン。オプションは照射レーザー。それなりに連射が効くものの他のキャラより破壊力が劣り、さらに追尾機能のせいで威力が拡散しやすい為、数で来られると押し負けやすい。攻撃を自動追尾に任せて避けに徹するのが基本スタイルとなる。機械扱いしないセリアに対して好意を持っている。コミックスやアニメなどでは電子制御部をジーニアス山田の妨害電波で無力化されたり、解析が済むまで攻撃できない出撃プログラムの関係などでいつも戦闘に参加できない。頭脳はジェイナスの32万倍の処理能力がある他、レシピをダウンロードするだけであらゆる料理を作れるなど汎用性も高い。年齢は128歳らしい。
モモコ
声 - 椎名へきる
『モモコ120%』に登場する少女で、原作では拳銃を武器に戦っていたが本作では超能力を持つ小学5年生。突拍子もない言動と行動で周囲を振り回す。通常攻撃は前方に加えて誘導弾が発射されるが、小学生なので追尾性能はあまり良くない。特筆すべきは威力絶大の「モモコボンバー」（正式名称は「超究極ハイパーボム」）で、炸裂させるとモモコの様々なコスプレ姿が画面全体に表示され敵を殲滅する。また、チャージ攻撃がアーケード版とアレンジ版では大きく異なり、アーケードモードの「お星様アタック」は一度画面上部にあがった後、降るようになってからでないと効果が発揮しない上、小学生なので判定にムラがあるが威力は高い。アレンジモードでの「モモコアタック」はモモコの分身が突撃するようになり、3 - 5回、残像のようにヒットするものの、威力も攻撃範囲も極端に下がりほぼ使い物にならなくなった。『GUNばれ!ゲーム天国』内のアニメではその存在をなかったことにされている。GUNばれゲーム天国にも隠しキャラクターとして登場するが性能が劣化していたり、モモコボンバーを繰り出した際にコスプレが排除されていたり、モモコ人形なるアイテムが登場する。オプションは操作方向に弾が飛ぶ。アニメやコミックスではほぼ最強キャラとして扱われている。料理が劇的に下手。
ぴぐ
声 - 業務用：?、家庭用：大塚明夫
『ぶたさん』の主人公で、水玉パンツを穿いたブタ。ラブリーな見た目に似合わず言動や行動は軍人を髣髴とさせ非常に渋いという、非常にギャップのあるキャラクターだが年齢は5歳で、その時の気分によっては年齢相応に可愛がって欲しがったりもする。セガサターン版の説明書のキャラクター紹介によると、トンカツやチャーシュー等様々な料理に利用できることから彼は常に命を狙われており、そのため戦いの場に身をおくことを選んだとのこと。法螺を吹く癖があるらしい。歴戦の勇者であり卓越した戦闘知識と武器知識を持つが、深読みをしすぎて勘違いする事も多い。攻撃は全て爆弾投げで、少し飛んだところで爆発する。チャージショットは複数の爆弾を投げる爆弾乱れ撃ち、ボムはドクロ印の強力爆弾。ショットの威力が高く爆風による効果範囲も広いが、もっとも速射性と連射性に劣る。オプションも同様。武器がパワーアップすると威力もあがり範囲も広がるが、爆風の持続時間も伸び更に連射がきかなくなるという欠点がある。テントよりも段ボールで寝る方を好む。
みき
声 - 高橋美紀
サターン版から追加された自機、『フィールドコンバット』に登場する移動トーチカ「ジェネシス3」の乗員。おっとりした口調でかわいい顔をしているが、実はかなり凶悪な性格の18歳の少女。機械に強い。自機の通常ショットであるブラスターの攻撃範囲は前方のカーソル部のみと極めて狭いが高火力、敵を自動追尾して攻撃する補助キャラがついており、ボンバーはこの補助キャラが自爆する。パワーアップすると補助キャラが兵隊からヘリなどに強化される。オプションは前方の帯レーザー。雑魚の排除はほぼ補助キャラ任せというかなりクセが強い機体だが、使い慣れるとタイムアタックなどに有利。元ネタの『フィールドコンバット』のジェネシス3は、「洗脳されている兵士をキャプチャービームで捕獲し、洗脳を解いて味方として使用する」というものだが、みき・みさと姉妹のジェネシス3は「捕獲した敵を洗脳し、正義のためと称して自爆させる」という正反対の設定。洗脳方法は脳改造。
さくら
声 - 荒木香恵
モモコの妹で、常に空腹を抱える小学生。プレイステーション版にのみ登場。大人の事情で姉に代わって参戦した。腹八分目以上になると封印が解かれ、さくらアタックという強力な攻撃ができる。姉と同じく「さくらボンバー」なるコスプレ画面ボム攻撃を持つ。性能は姉のモモコとほぼ同じでハートビームとホーミングスターだが、一度に画面に発射できる弾に限りがある為、連射ラグが大きめで攻撃の隙が大きい。
他のキャラクターと違い、原作ゲームが存在しない本作唯一のオリジナルプレイヤーキャラクターとなっている。
クラリス
声 - 吉田小南美
怪しい日本語と英語を話すカリフォルニア生まれの15歳の金髪巨乳少女。『シティコネクション』の主人公のはずだが、原作とは容姿、設定共に似ても似つかない。プレイステーション版にのみ登場。愛用の小型自動車クラリスカーは、オイル缶を前方に発射して攻撃する。ロックオン攻撃はタイヤ、チャージショットはヘッドライトを照らす扇状の範囲攻撃ワイドフラッシュ。ボムはオイル缶を広範囲に一斉発射する。一見明るく開放的に見えるが、非常に卑屈な性格をしている。これは伊藤由紀が「シティコネクション」の基板を便所バケツに落としたのが原因。
実はクラリス（真）を出すための前フリ(要は偽物)としての登場だったが、シリーズ制作が頓挫したため肝心の本物の方がお蔵入りとなってしまった。『Cruisin Mix』においては直接は登場せず、クラリス(真)に「どっかの怪しい外人風金髪お馬鹿自爆娘」呼ばわりされる形で触れられているのみ。
クラリス（真）
声 - 丹下桜
本来の『シティコネクション』の主人公で、青い髪をなびかせて世界の名所を愛車クラリスカーで爆走する15歳の少女。『ゲーム天国 Cruisin Mix』のダウンロードコンテンツ追加キャラクター。上述の理由から20年近く出番がなかったが、『Cruisin Mix』の発売に伴いようやく『ゲーム天国』への出演が実現した。
通常ショットはホーミングオイル缶ミサイル。チャージショットは機体左右に展開されるガトリング砲。ボムはモモコに対抗して自身のピンナップ画像を用いた「極限爆裂クラリスボンバー」。広範囲、中火力でバランスが良く初心者向け。通常ショットのホーミングミサイルは機体の左右下部（オプションが配置される位置に近い）から出る上に誘導弾なので、至近距離の機体直上の敵に対処しにくかったり、遠距離の特定の敵を狙いにくいなど、やや癖がある。
番刀 炎（ばんとう ほむら）
声 - 檜山修之
『燃えろ!!プロ野球』をモチーフにしたキャラクターで、『ゲーム天国 Cruisin Mix』のダウンロードコンテンツ追加キャラクター。キャラクターデザインは園田健一。球団「J CLUB」にドラフト1位で入団した期待のルーキー。バイオリズムに支配されており、絶好調の場合はビッグマウスの生意気なヤンキー風だが、不調の場合は超ダウナーな性格に極端なまでに豹変する。通常ショットは近接攻撃のバットスイングで、敵弾を打ち返すことができる。名前は「燃えプロ」でお馴染みのネタである「バントホームラン」からで、チャージショットはバントポーズから「ホームラン！」の電子音声と共に放たれる極太レーザー。ボムはゲームカセットを大量に降らせて画面中の敵を爆撃する。通常ショットが近接しか存在しないなど癖が強い。
TATSUJIN（タツジン）
『TATSUJIN』の自機。前述のとおり『ゲーム天国 Cruisin Mix Special 』のダウンロードコンテンツ追加キャラクター。原典ゲームと概ね同様の武器を使う事が可能（武器は3色に変化する「P」アイテムを取る事で切り替える。アイテムの形状や挙動も他の機体とは違う）。伝家の宝刀「達人ボム」こと発射と同時に一定時間無敵になるボンバーも使える。また、原典の再現のためかオプションが存在しない。
原典にはパイロット設定が存在しないので、「じじ」の描き下ろしのパイロットスーツを着た伊藤由紀がキャラクターとなっている。プレイ中は伊藤由紀が実況するという形でボイスが適宜流れる。
みーとん
声 - 大塚芳忠
ぴぐの元同僚で三枚目な無菌豚。プレイステーション版にのみ登場。スレッジトンマー作戦において対豚地雷にひっかかって戦死したとされるが、なぜか元気に生きている。特殊コマンドで選べる隠しプレイヤーキャラで性能はぴぐと同じ。
ポーク
声 - 山寺宏一
ぴぐの元上官。プレイステーション版にのみ登場。ぴぐはかつて自分とみーとんを逃がす為に敵地に飛び込んで戦死したと思っていたが生きており、かつての頃とは大きく変ってオカマ言葉で話すようになった。特殊コマンドで選べる隠しプレイヤーキャラで性能はぴぐと同じ。

### プレイヤーが使えないキャラ
みさと
声 - こおろぎさとみ
みきの妹で、姉にいつも虐待されている心身ともに年齢よりかなり幼い印象の12歳の少女。サターン版ではカラオケステージのボスとして登場し、以後ストーリーに合流する。合流後はプレイボイスにみさとも加わるようになる。カラオケステージのボス戦BGMである「ラブリー☆スター」はみさと（こおろぎ）とみき（高橋）によるデュエット曲だが、ボス戦ではみさとのソロバージョンが使用されている。みさとの台詞の「お姉ちゃん、酷ぉいっ！」は、サターンやプレイステーションのコンシューマー版がリリースされた1990年代後半から2000年代初頭にかけてのしばらくの間、こおろぎさとみがイベントに出演する際にしばしば披露する持ちネタとなっていた。なお、2Pのジェネシス3に搭乗はしているものの操縦は姉による遠隔操縦で、彼女は閉じ込められているだけである。アニメやコミックスでは姉によく囮や身代わりに使われる。幼い頃に両親を亡くしており、それからは姉みきが親代わりになっている。
加藤
声 - 鈴木真仁
サターン版に登場する山田に脳改造されて無理やり助手にされた女子高生。17歳。山田の脳改造は洗脳とは異なるため、改造された本人の意思と記憶はそのままだが、体が勝手に山田のいうことを聞く状態になる。サターン豪華版特典のアニメではバリヤー発生装置に改造されて悲惨な目に遭った。ミーハーでゲーム知識はたまごっちとプリクラ程度しかないが、太鼓持ちな性格でよいしょが上手い。中村ともども洗脳後も学校には普通に通っているらしい。
中村
声 - 伊瀬久美子
ジーニアス山田に脳改造されて無理やり助手にされた女子高生。16歳。サターン版の家庭用ゲームワールドでは中ボスとして登場する。おっとりとした性格で怖い話が大の苦手。サターン版に登場する他、ドラマCD版にも登場するが、ドラマ内ではサターン版よりも態度がでかくお調子者のキャラ付けにされた。
フランソワーズ山田
声 - 本多知恵子
メイド服を着た少女。ジーニアス山田の娘で、助手として無理やり手伝わされているが、本人は至って常識人で気弱。プレイステーション版にのみ登場。5面では自身を模した生物兵器ユニットに乗って戦う。ボタン三つぐらいまでの機械なら扱える。
みーや
声 - 伊東みやこ
獣人の幼女。ジーニアス山田がタヌキと娘フランソワーズの細胞から作り出したペットで、一種のキメラ生物。知能が高く人語を解し、ジーニアス山田の前では猫をかぶり、彼がいない時だと異常なまでに狂暴化する二面性を持ち非常に悪賢い。プレイステーション版にのみ登場。

## 評価
AC版はゲーム誌『ゲーメスト』の企画「第10回ゲーメスト大賞」（1996年度）で、読者投票によりベストシューティング賞6位、年間ヒットゲーム43位を獲得している他、編集部特別賞を獲得している。
PS版は『電撃PlayStation』DPSソフトレビューでは65、85の150点。レビュアーのうち65点をつけた者はガンコンを使う2P同時プレイやオマケながら30分ほどのアニメーションといった単なるベタ移植ではない点は肯定的だがそれに対して肝心のシューティング部分がおろそかになっていて「コンティニューは無限なので誰でもクリアできるのはいいけどね…」「逆にSTGがオマケだと言われればそれまでだが…」とした。もう1人の85点をつけた者は演出がAC版とSS版と比べると控えめでゲー天らしくなく基本はしっかりしているが単調であまり楽しめなかったとしたが、アニメーションやラジオドラマなどそれを補って余りある要素が詰まっていて「ファンなら絶対に買い」で損はしないはずとした。

## アニメ

### ゲーム天国(OVA)
セガサターン版「ゲーム天国・極楽パック」同梱VHS収録のOVA。
あらすじ
夜遅くまでバイトで残っていたゲーセン店員の伊藤由紀は突如現れた謎の裸の大男、世界征服を企む自称悪の超天才ジーニアス山田に襲われてしまう。捕まって脳改造をされそうなところに、突如ゲーム筐体から現れた謎の少女モモコによりゲーム世界に逃げ込んだ。しかしジーニアス山田もゲーム世界に入り、2人を追い詰める。そこへ嘗てのジャレコの主人公達が現れ、ジーニアス山田を撃退した。元の世界に戻る為、そして山田の野望を阻止する為に伊藤は彼らと共に立ち向かう。
OVAオリジナル登場メカ
ジーニアスF1
ジーニアス山田が操る、本人の顔を模したF1型のメカ。武器はバルカンと口から出る謎の汚物攻撃。
ムテキンダーZ
変態科学者ジーニアス山田がゲーム世界を支配する為に作った最終兵器で、ジーニアス山田を模した姿をした巨大ロボット。武装は右腕が変形する回転のこぎり、異空間ワープ、胸部に搭載された多連装ミサイルポッド、加藤を改造した武器にも使えるジーニアスバリアなど。すぐ壊れるが一瞬で腕一本が生えてくるほどの自己再生能力を持ち、「最強変形」の掛け声で上半身と下半身の機構が逆転して股間に頭が乗った最終形態にも変形できる。

主題歌「天使の羽根で」
作詞 - 石島裕美子 / 作曲・編曲 - 生方則孝 / 歌 - かないみか
挿入歌「戦え!!わしだけのムテキンダーZ」
作詞 - 小板橋司 / 作曲 - 八尋健生 / 歌 - 宮内タカユキ / 台詞 - ジーニアス山田（千葉繁）
スタッフ
- 原作・製作 - ジャレコ
- キャラクターデザイン・脚本・総監修 - そうま竜也
- 監督・絵コンテ・演出 - 村田和也
- 作画監督 - ゴトウマサユキ
- 音楽 - 八尋健生
- 音響監督 - 田中一也（ビーライン）
- 音響効果 - 神保大介（楽音舎）
- アニメーション制作 - OLM TEAM KOITABASHI

### GUNばれ!ゲーム天国（ムービー）
『GUNばれ!ゲーム天国』ゲーム内ポイントで入手できるアニメムービー。前後編の全2作。ストーリーはそうま竜也自身が描いているコミック版と同内容。
物語
再びゲーム世界へとやってきた伊藤由紀。新キャラも登場するが自滅したりと全滅の危機に。最後の頼みは封印をとくしかない。
登場メカ
ムテキウィング
ジーニアス山田達が乗る飛行型メカ。メカを狂わせる妨害電波を出せるほか、ジーニアスバリアで守られている。

スタッフ
- 監督・脚本・絵コンテ・キャラクターデザイン・総作画監督 - そうま竜也
- 演出 - 岡尾貴洋
- ムテキウイングデザイン - 宮武一貴
- 制作 - 童夢

## ドラマCD

### ゲーム天国〜戦え!DJ戦隊ゲーテンジャー
そうま竜也によるドラマシナリオとゲームで使用されたボーカル曲を合わせたオリジナルドラマCD。アルバム書き下ろし新曲が収録されている。
物語
伊藤由紀とセリア達女性パイロットがラジオ放送の収録を行うのだが、例によってジーニアス山田の魔の手が伸びる。新たな助手4号も現れる。
オリジナルキャラ
林（小林ゆらり）
ドラマCDにのみ登場。中村の高校の一年後輩で15歳の少女。新人助手4号として中村に連れてこられ、脳改造は受けていないが得体の知れない人物。また、イラストは困った顔の幼顔だが、声はクールでギャップがある。

挿入歌
「DJ戦隊ゲーテンジャー」
作詞 - そうま竜也 / 作曲 - 有澤孝紀 / 編曲 - 鈴木英利 / 歌 - 影山ヒロノブ

## コミックス

### GUNばれ!ゲーム天国（コミックス）
『コミック電撃大王』でそうま竜也が連載していたプレイステーション版の漫画化作品。ゲーム世界に行ったSS同梱OVAの続きとなっている。
物語
再びゲームセンター「You&Me上用賀店」にマッドサイエンティストであるジーニアス山田が現れ、伊藤由紀を洗脳しようと襲いかかる。そこへゲーム世界から現れたさくらによって、由紀は自分の作ったゲーム世界へと難を逃れる。
コミックスオリジナル要素
伝説のバニースーツ
伊藤由紀が三日間完徹してナチュラルハイな状態の時に作った、着ている者の命令には絶対従わないといけなくなる伝説の服。由紀のスリーサイズで作られているので、由紀にしか着用できない。なおゲーム世界の住人は設定に逆らえないが、ジーニアス山田などには通用しない。
呪いの毒バッタ
伊藤由紀が作った変な虫。刺されると次々と不幸に見舞われる。10分くらいで効果が消えるはずだったが、山田ウイルスの影響で効果が永続化した。
みさとスペシャル1
呪いの掛かった状態のみきが、破壊された自機の部品を寄せ集めて作ったおとり用マシン。どの自機にも使われていないキャタピラで走る。武器だけは強力でジーニアス山田が思わず念仏を唱えたほどだが、一回撃つとエネルギーの再充填に三時間かかる。
山田ウイルス
通称山田虫。ジーニアス山田が作った、ゲームのプログラムを破壊し再構築するメカ。接触すると無機物・生物問わずウイルスによる影響を受ける。